# San Cristóbal (municipalité)
Pour les articles homonymes, voir San Cristóbal.
San Cristóbal est l'une des vingt-neuf municipalités de l'État de Táchira au Venezuela. Son chef-lieu est San Cristóbal, la capitale de l’État. En 2011, la population s'élève à 263 765 habitants.

## Géographie

### Subdivisions
La municipalité est divisée en cinq paroisse civiles avec, chacune à sa tête, une capitale (entre parenthèses) :
- Doctor Francisco Romero Lobo (Macanillo) ;
- La Concordia (San Cristóbal) ;
- Pedro María Morantes (San Cristóbal) ;
- San Juan Bautista (San Cristóbal) ;
- San Sebastián (San Cristóbal).